# Alessandro Ianneo
Alessandro Ianneo (in latino Alexander Iannaeus; c. 127 a.C. – c. 76 a.C.) è stato un sovrano e sacerdote ebreo antico, re di Giudea e Sommo sacerdote.

## Biografia
Figlio di Giovanni Ircano, della dinastia degli Asmonei, assassinò il fratello Aristobulo I e regnò dal 103 al 76 a.C. insieme con la moglie Salomè Alessandra, la quale poi rimase sola al potere dal 76 al 67 a.C. All'inizio del suo regno si svolse la cosiddetta guerra degli scettri, combattuta tra Ianneo e i rivali tolemaici Tolomeo IX, Tolomeo X e Cleopatra III.
Fu di cultura ellenistica, vassallo dei sovrani tolemaici. Ciò nonostante impose la religione ebraica anche ai suoi sudditi siriaci e greci. Durante il suo regno ci furono contrasti tra Farisei e Sadducei che sfociarono in aspre rivolte che egli fece reprimere spietatamente. Per aver fatto crocifiggere circa 800 suoi oppositori Farisei attorno alle mura di Gerusalemme (Giuseppe Flavio, Ant. 13,380 e 381) davanti a mogli e figli mentre il re banchettava tranquillamente, Alessandro Ianneo è ricordato come un tiranno sanguinario e crudele.

## Le fortezze di Alessandro Ianneo
Sulle monete di Alessandro Ianneo era incisa un'ancora: alcuni studiosi ritengono che il simbolo si riferisca alle conquiste del re Ianneo sulla costa mediterranea, ma da altri si propugna la tesi secondo cui il riferimento era alla sua attività marittima nel Mar Morto.
Peraltro, i resti di una struttura portuale fortificata fanno intuire l'intensa attività del re in questa regione: le mura raggiungono un'altezza di 3-4 metri, mentre la struttura comprendeva una torre, uno scivolo per tirare su le barche, un grande capannone per ripararle, e un molo.
Le monete sono state rinvenute nell'agosto del 2004, quando gli operai che stavano riparando una condotta delle acque fognarie nella parte vecchia di Gerusalemme hanno scoperto la biblica piscina di Siloam, dove la tradizione evangelica narra che in quel sito Gesù operò il miracolo della guarigione di un uomo nato cieco.
A Macheronte (il luogo dove Giovanni Battista fu decapitato su richiesta di Salomè, figlia della moglie illegittima di Erode Antipa), sono stati trovati i resti di un'altra fortezza, costruita da Alessandro Ianneo verso il 90 a.C. e distrutta da Gabinio nel 57 a.C.
Ricostruì parzialmente Ashdod, città filistea che durante l'età del ferro faceva parte della cosiddetta Pentapoli, insieme a Gat, Ascalona, Ekron e Gaza.
Tra il 100 e il 96 a.C. la stessa città di Gaza viene assediata da Alessandro Ianneo, resistendo circa un anno.
La città antica di Gerasa, città di origine romana a 40 km a nord di Amman, faceva parte di un complesso di città che diedero vita ad una fiorente zona commerciale. Costruita nel II secolo a.C., la città fu conquistata da Alessandro Ianneo nel 78 a.C. Successivamente fece parte della Decapoli.

## Politica
Crudele e paranoico, Alessandro Ianneo mostrò di preferire la vita dei campi. Quando prese il titolo di re, agli occhi dei Farisei, rimasti fedeli alla dinastia davidica (quella dalla quale doveva nascere il Messia), egli appare come sacrilego, e dunque saranno perseguitati.
Nell'88 a.C., una rivolta di Farisei indusse Alessandro Ianneo alla fuga; il suo rientro fu seguito da un massacro con oltre 50.000 morti, migliaia di esiliati e 800 condannati a morte, che egli fece crocifiggere davanti alle loro mogli e ai figli, mentre egli banchettava con le sue concubine.
La setta più rigorista tra tutte, quella degli Esseni, si ritirò invece nella comunità monastica di Qumran, presso il Mar Morto, dedicandosi a rigide pratiche ascetiche.

## Successori
La debole monarchia degli Asmonei, funestata da intrighi familiari e guerre civili, non riuscì a fare del paese uno stato ebraico, ma un regno di tipo greco-ellenistico, assai simile a quello di Siria.
La dinastia asmonea si mosse molto spesso secondo logiche di potere e prepotenza, andò degenerando fino al vergognoso traffico del sommo sacerdozio (che non avrebbe potuto essere assunto da sacerdoti non saddociti) e alla sanguinosa persecuzione dei Farisei da parte di Alessandro Ianneo.
Alla morte di Alessandro governò sua moglie Alessandra (76-67 a.C.), che invece si avvalse proprio dell'appoggio dei Farisei. Dopo di lei, la Giudea divenne un focolaio di intrighi, cosa che diede alla Repubblica romana l'occasione di intervenire.
Anche i figli di Alessandro Ianneo, Giovanni Ircano II e Aristobulo II, con le loro lotte per la successione sollecitarono l'intervento di Gneo Pompeo Magno e la conquista romana della Giudea nel 63 a.C.
Il popolo giudaico riuscì a godere di un periodo di tranquillità approfittando del declino dei seleucidi. Il paese allargò i confini geografici oltre la Giudea, ma fu turbato da conflitti interni tra la classe sacerdotale dei Sadducei, che miravano alla unificazione del potere religioso con quello politico, e quella dei Farisei, avversari del potere monarchico.
La lotta per la successione tra gli eredi asmonei Aristobulo II e Ircano II finì per sollecitare l'intervento di Pompeo, che già si trovava in Oriente nell'ambito della terza guerra mitridatica e aveva invaso la Siria trasformandola in provincia romana e stabilendo la fine della monarchia dei Seleucidi. Pompeo occupò Gerusalemme e irruppe nel Tempio facendo strage di nemici ma senza saccheggiare nulla: era sufficiente l'aver affermato il controllo di Roma in terra giudea.